# 액세스권
액세스권(-權, 영어: Right of access to mass media, public access), 접근권 또는 매체접근권은 국민이 자신의 사상이나 의견을 발표하기 위하여 대중매체에 자유로이 접근하여 이용할 수 있는 권리를 말한다. 다만 '액세스권'이라는 용어 자체는 미국의 퍼블릭 액세스 운동에 영향을 받아 탄생한 것인데, 실제로는 일본과 한국에서만 사용되는 표현임에 유의할 필요가 있다. 액세스권과 일치하는 영문 표현인 'right of access'는 오늘날 유럽의 GDPR 제15조에 따라 개인정보주체가 자신의 개인정보에 접근할 수 있는 권한인 '개인정보 접근권'에 가까운 개념으로 사용되고 있다.

## 세부적인 권리
대중매체를 자신의 의사표현을 위해 이용할 수 있는 광의의 액세스권과 반론권(反論權) 및 석명권(釋明權) 등을 포함하는 것으로 알려져 있다.
- 반론권: 의견 광고나 반론을 게재하거나 방송해 주도록 청구할 수 있는, 혹은 언론 기관에 자기의견이나 반론을 투서하여 게재 또는 방송해 주도록 요청할 수 있는 권리
- 매스 미디어에 대해 비판 항의 요구 등을 할 수 있는 권리
- 신문 잡지 등의 편집이나 방송 프로그램에 참가, 자기의 의견이나 주장을 표현할 수 있는 권리
- 매스 미디어의 경영에 참여를 요청할 수 있는 권리

## 판례
대한민국 헌법재판소는 액세스권이 학계에서만 논의되는 개념일 뿐 제대로 정립된 독자적 권리라고 보기 어렵다는 입장으로, 청구인이 액세스권에 대해 다투는 경우 표현의 자유에 대한 침해주장으로 심사하고 있다.
청구인은 심판대상조항이 피해자 아닌 자의 시정권고 신청권을 규정하지 않아 액세스(access)권을 침해한다고 주장한다. 그런데 청구인이 주장하는 액세스(access)권은 그 주체, 객체, 내용 등, 구체적인 권리로서의 실질이 명확하게 확립된 개념이라고 볼 수 없고, 청구인의 위와 같은 주장은 심판대상조항이 신문, 방송 등 매스미디어의 잘못된 보도에 대하여 신청에 의한 시정권고를 규정하지 않아 당해 매스미디어를 이용하여 이를 비판할 수 있는 청구인의 표현의 자유를 침해하였다는 주장으로 포섭할 수 있으므로, 심판대상조항이 표현의 자유를 침해하는지 여부를 중심으로 살펴본다.
 — 헌재 2015. 4. 30. 2012헌마890

## 같이 보기
- 표현의 자유
- 언론·출판의 자유
- 퍼블릭 액세스

## 참고 및 관련 문헌
- 李東勳, 憲法上 액세스權에 관한 硏究, 동아대대학원 석사논문, 1983.
- 권영성 (2008). 《헌법학원론》. 법문사.